# 神奈川県駅
神奈川県駅（かながわけんえき、仮称）は、東海旅客鉄道（JR東海）が建設中の中央新幹線において、神奈川県相模原市緑区に設置予定の駅である。東日本旅客鉄道（JR東日本）横浜線・相模線と京王相模原線の乗換駅である橋本駅の南側、神奈川県立相原高等学校旧校地で工事が進められている。2027年3月までの完成をめざしている。
島型プラットホーム2面と副本線を持つ地下駅になる予定である。当駅の名古屋駅方で分岐する回送線の先、相模原市緑区鳥屋付近に関東車両基地（仮称）が設けられる。

## さがみはらリニアひろば
2023年6月17日に開業した工事見学設備である。リニア工事を一般公開している場所は、この広場が唯一である。
工事進捗に伴い2024年1月に一時閉園後、6月29日にリニューアルオープン。以降は金曜日と第1、3、5土曜日に開園している。
また建設中の駅施設を利用したイベントも行われている。2024年11月9日・10日には「さがみはらリニアフェスタ」が開催され、公選第20代神奈川県知事の黒岩祐治や、ロックバンドLUNA SEAのヴォーカリストRYUICHI（大和市出身）らが招かれた。

## 相原高校
2019年4月1日に、リニア中央新幹線の神奈川県駅建設のため相模原市緑区橋本台4丁目2-1に移転した。